# سالارک مالای
سالارک مالای (نام علمی: Tanaecia pelea) نام یک گونه از سرده سالارها است.